# حطام سينثيا
حطام سينثيا (بالفرنسية: L'Épave du Cynthia)‏، (بالإنجليزية: The Waif of the Cynthia)‏ رواية من تأليف الروائي جول فيرن صدرت عام 1885. وقد كتبها بمساعدة صديقة اندري لاوري.

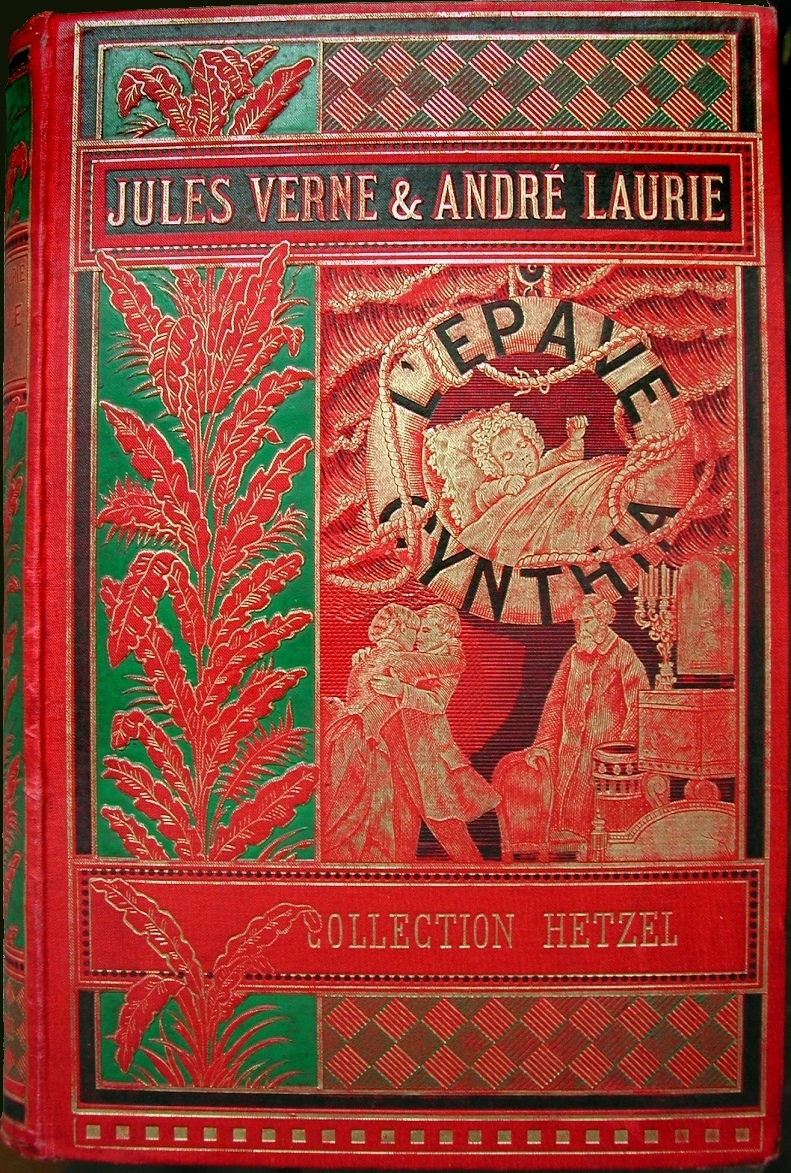
غلاف الطبعة الأولى